# Kurz – Der Film (2023)
Kurz – Der Film (Titel stilisiert auch KURZ) ist ein 2023 entstandener Dokumentarfilm von Sascha Köllnreitner. Er beleuchtet durch Interviews das politische Wirken des ehemaligen österreichischen Bundeskanzlers Sebastian Kurz. Der österreichische Kinostart war am 8. September 2023. Auf ServusTV wurde der Film am 23. November 2023 im Hauptabendprogramm erstmals ausgestrahlt. Am 22. Jänner 2024 wurde der Film auf Joyn veröffentlicht.

## Inhalt
Basierend auf Interviews beleuchtet der Film den politischen Werdegang von Sebastian Kurz und seinen Abschied von der politischen Bühne, in den Worten der Verantwortlichen „eine fesselnde und einzigartige Reise durch die Höhen und Tiefen eines politischen Lebens.“ Zu Wort kommen neben Kurz selbst politische Weggefährten und Unterstützer wie Elisabeth Köstinger, Wolfgang Schüssel, Michael Spindelegger und Andreas Khol, ebenso Gegenspieler wie Christian Kern, Matthias Strolz oder Stephanie Krisper. Auch verschiedene Journalisten wie Michael Nikbakhsh oder Thomas Schrems und sogar Arnold Schwarzenegger sind mit Statements vertreten.

## Produktion und Veröffentlichung
Die Veröffentlichung des Films Anfang September 2023 in Kinos der österreichischen Cineplexx-Kette kam für die Öffentlichkeit überraschend. Im Frühling 2023 war bekannt geworden, dass eine Dokumentation, die sich kritisch mit der Machtübernahme durch Sebastian Kurz auseinandersetzen sollte, Filmförderung bekommen solle. Dieser – Projekt Ballhausplatz – hatte längst einen Kinostart für 21. September 2023 kommuniziert. Für die Öffentlichkeit hatte es den Anschein, als wäre nach der Zusage der Förderung an den kritischen Film ein Parallelfilm beauftragt worden. Dem widersprach Produzent Michael Reisch, der erklärte die Idee zum Film sei ihm während der Coronapandemie gekommen. Er habe sie im Frühsommer 2021 aufgegriffen und das Büro von Sebastian Kurz, kontaktiert, aber länger keine Antwort bekommen. Schließlich habe Kurz doch für ein Interview zugesagt. Im Frühsommer 2022 kontaktierte Reisch Regisseur Sasche Köllnreiter, der davor unter anderem Dokumentationen für den Sender ServusTV gedreht hatte.
Die Kosten des Films beliefen sich auf rund 500.000 Euro, diese wurden von der deutschen Co-Produktionsfirma Opus-R vorfinanziert, Filmförderung wurde nicht in Anspruch genommen. Roland Teichmann, der Direktor des Österreichischen Filminstituts, äußerte sich verwundert über diesen Umstand und urteilte, dass diese Ausgaben durch das Einspielergebnis in den Kinos wohl nicht zu decken wären.
Die Produktion des Films wurde geheim gehalten, der Kinostart am 8. September 2023 erst eine Woche zuvor mittels einer Pressemitteilung und eines riesigen Plakates an der Wiener Südosttangente angekündigt. Die Premiere fand am 6. September 2023 im Wiener Artis Kino in Anwesenheit zahlreicher hochrangiger ÖVP-Politiker statt. Der Kinostart des Films soll erfolgreich verlaufen sein, 4.000 Gäste sollen am Eröffnungswochenende den Film gesehen haben – was für einen in Österreich laufenden Dokumentarfilm ein gutes Ergebnis wäre. Doch am 19. September 2023 berichtete die Wochenzeitung Falter, dass die Produktionsfirma massiv Tickets aufkaufe, wenn diese nach Filmstart noch vorhanden gewesen wären und so die Besucherzahlen geschönt habe. Die Produktionsfirma widersprach und behauptete, größere Kontingente für Schulklassen erworben zu haben.
Mit Sebastian Kurz – the truth von Kurz-Biografin Judith Grohmann und Regisseur Jakov Sedlar wurde im September 2023 nach Projekt Ballhausplatz und Kurz – Der Film ein dritter Film über Sebastian Kurz angekündigt.
Die Erstausstrahlung auf ServusTV im November 2023 verfolgten durchschnittlich 149.000 Zuseher.

## Reaktionen
Nach der öffentlichen Ankündigung des Films äußerten mehrere der Kurz gegenüber eher kritisch eingestellten Interviewpartner, dass sie nicht korrekt über das Wesen des Films informiert worden seien. NEOS-Politikerin Stefanie Krisper sagte, Sebastian Kurz sei in einem ihr vorab zugesendeten Fragenkatalog kaum Thema gewesen. Auch Ex-Kanzler Christian Kern (SPÖ), der Journalist Michael Nikbakhsh und andere äußerten sich irritiert.
Erste Reaktionen bewerteten die Dokumentation weitgehend einhellig als unkritisch bis einseitig. Kurz sowie seinen politischen Unterstützern und Weggefährten werde wesentlich mehr Redezeit eingeräumt als kritischen Stimmen, Thesen von ÖVP-Politikern blieben unreflektiert stehen, für Kurz unangenehme Themen würden häufig nicht behandelt. Köllnreitner betonte, dass er keine Nähe zur ÖVP habe und sein Werk nicht als „Pro-Kurz-Film“ sehe. Ungeachtet der Einseitigkeit sei laut Daniel Bischof von der Presse „das eigentliche Problem des Films aber, dass er über weite Strecken ziemlich spröde ist. Wirklich Neues über Sebastian Kurz oder seine Politik erfährt man darin nicht. Stattdessen schildert der knapp 90-minütige Streifen in einem Schnelldurchgang den Aufstieg und Fall des ehemaligen Kanzlers – mit altbekannten Personen, Thesen und Erkenntnissen.“